# Уржумське Лісничество
Уржу́мське Лісни́чество (рос. Уржумское Лесничество, марій. Вӱрзым Лесничество) — селище у складі Звениговського району Марій Ел, Росія. Входить до складу Кокшамарського сільського поселення.
Стара назва — Уржумське лісничество.

## Населення
Населення — 41 особа (2010; 18 у 2002).
Національний склад (станом на 2002 рік):
- чуваші — 72 %